# Ponte de comando

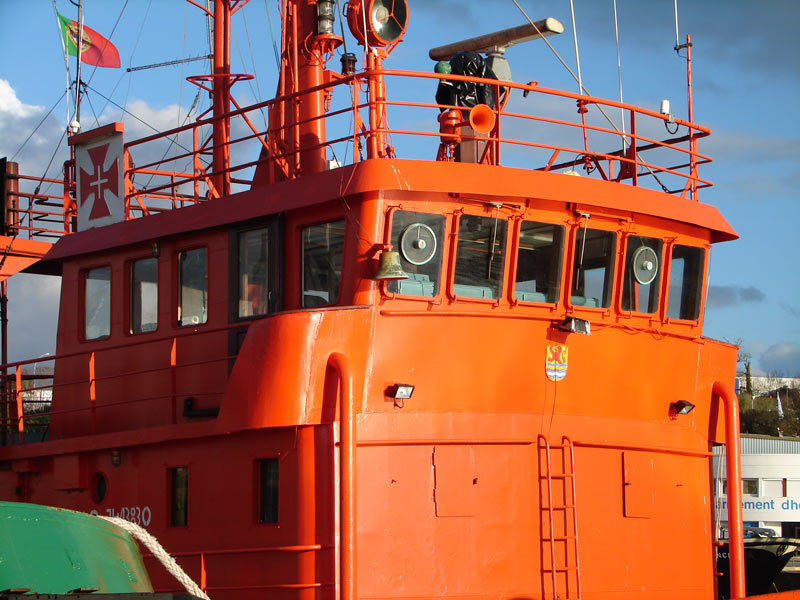
Ponte do rebocador Leão dos Mares.

A ponte de comando, ou simplesmente ponte ou passadiço, é ou:
- o compartimento de um navio a partir do qual o mesmo é comandado
- o pavimento elevado, de bombordo a estibordo, de onde se manobra o navio durante a manobra de atracagem [1].

Quando o navio está a navegar, a ponte é supervisionada pelo oficial de quarto de navegação, normalmente auxiliado por um marinheiro atuando como vigia. Durante as manobras críticas, como as de entrada ou saída de um porto, o comandante assegurará a supervisão direta da ponte, nela permanecendo, sendo, se necessário, coadjuvado  pelo oficial de quarto e auxiliado por um piloto do porto.
Nos navios mais antigos, a ponte de comando estava dividida em vários compartimentos especializados como a casa do leme e a casa da navegação. Hoje em dia, na maioria dos navios, a ponte constitui uma única divisão.